# Empis fiorii
Empis fiorii är en tvåvingeart som beskrevs av Mario Bezzi 1910. Empis fiorii ingår i släktet Empis och familjen dansflugor.
Artens utbredningsområde är Frankrike. Inga underarter finns listade i Catalogue of Life.